# アルフォンソ・ボニーラ・アラゴン国際空港
アラフォンソ・ボニーラ・アラゴン国際空港（アラフォンソ・ボニーラ・アラゴンこくさいくうこう）は、コロンビアのカリ近郊にある国際空港。カリの20km北東に位置している。農業地帯に立地しているため24時間稼働している。このためエルドラド国際空港の代替空港となっている。

## 主な航空会社
- アビアンカ航空
- LATAM コロンビア
- ビバエア・コロンビア
- イージーフライ
- ウィンゴ航空
- SATENA航空
- LATAM ペルー
- コパ航空
- アメリカン航空
- スピリット航空
- イベリア航空

## 主な就航路線
国内線: ボゴタ、メデジン、カルタヘナ、バランキージャ、サンタマルタ、ブカラマンガ、ククタ、モンテリア、サンアンドレス島　
国際線: パナマシティ、リマ、サンティアゴ、アントファガスタ、メキシコシティ、カンクン、マイアミ、オーランド、フォートローダーデール、ニューヨーク/JFK、マドリッド

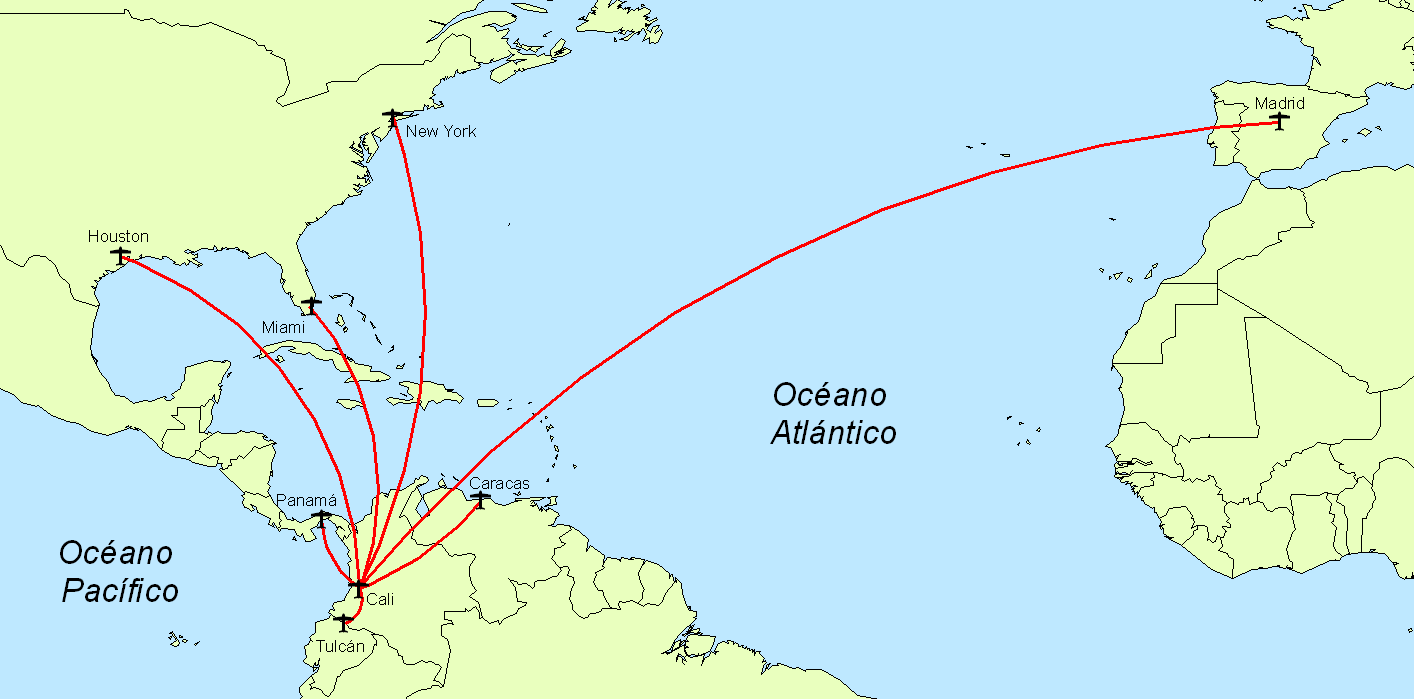
国際線